# Leman (gromada)
Leman – dawna gromada, czyli najmniejsza jednostka podziału terytorialnego Polskiej Rzeczypospolitej Ludowej w latach 1954–1972.
Gromady, z gromadzkimi radami narodowymi (GRN) jako organami władzy najniższego stopnia na wsi, funkcjonowały od reformy reorganizującej administrację wiejską przeprowadzonej jesienią 1954 do momentu ich zniesienia z dniem 1 stycznia 1973, tym samym wypierając organizację gminną w latach 1954–1972.
Gromadę Leman z siedzibą GRN w Lemanie utworzono – jako jedną z 8759 gromad – w powiecie kolneńskim w woj. białostockim, na mocy uchwały nr 17/V WRN w Białymstoku z dnia 4 października 1954. W skład jednostki weszły obszary dotychczasowych gromad Leman i Zimna oraz wieś Łacha z dotychczasowej gromady Łacha ze zniesionej gminy Turośl w tymże powiecie. Dla gromady ustalono 13 członków gromadzkiej rady narodowej.
31 grudnia 1959 do gromady Leman przyłączono kolonię Łacha ze zniesionej gromady Kozioł.
31 grudnia 1961 do gromady Leman przyłączono wieś Ksebki ze zniesionej gromady Ksebki.
Gromada przetrwała do końca 1972 roku, czyli do kolejnej reformy gminnej.